# Мезія жовтогорла

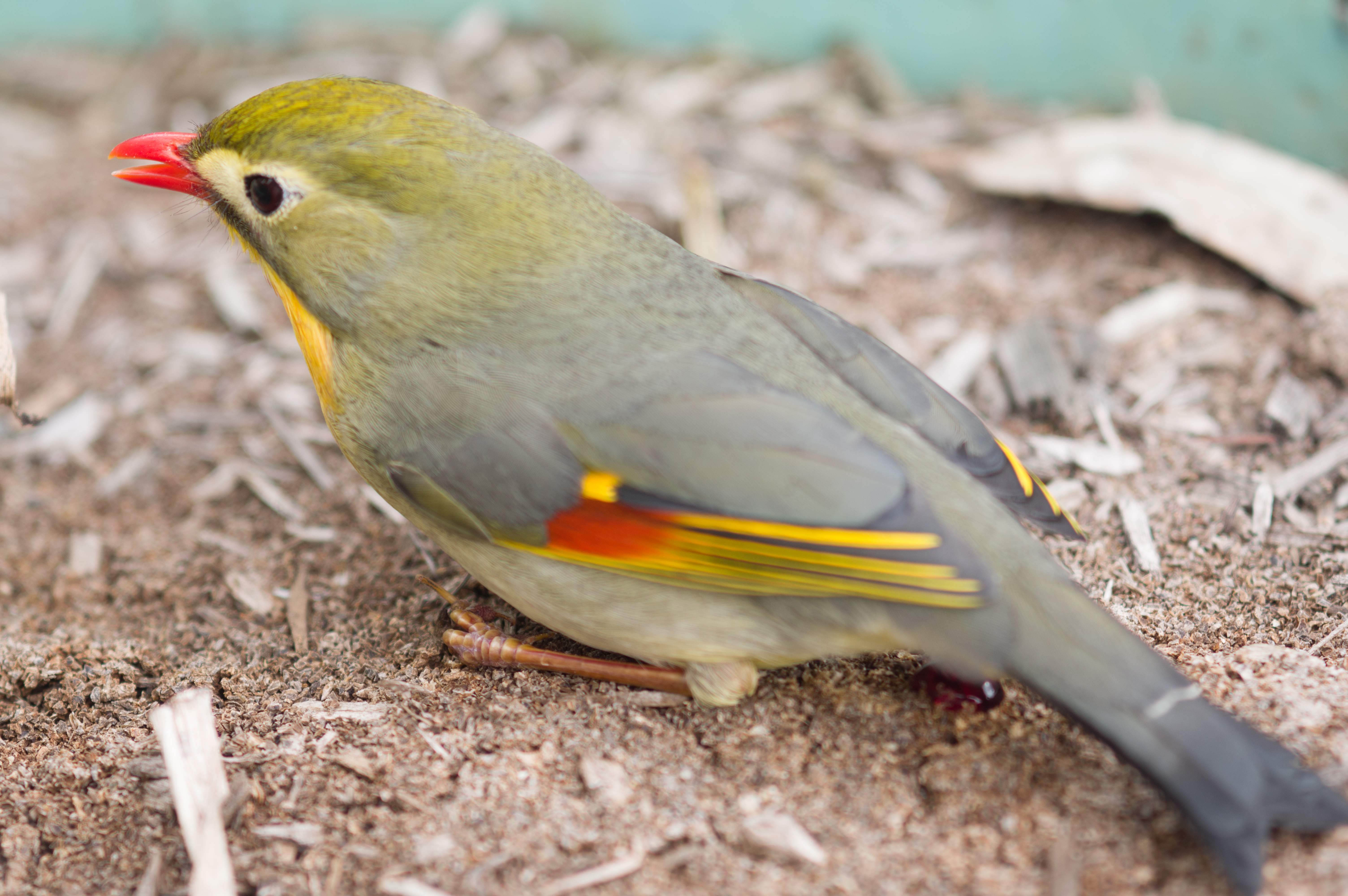
Жовтогорла мезія (Гаваї)

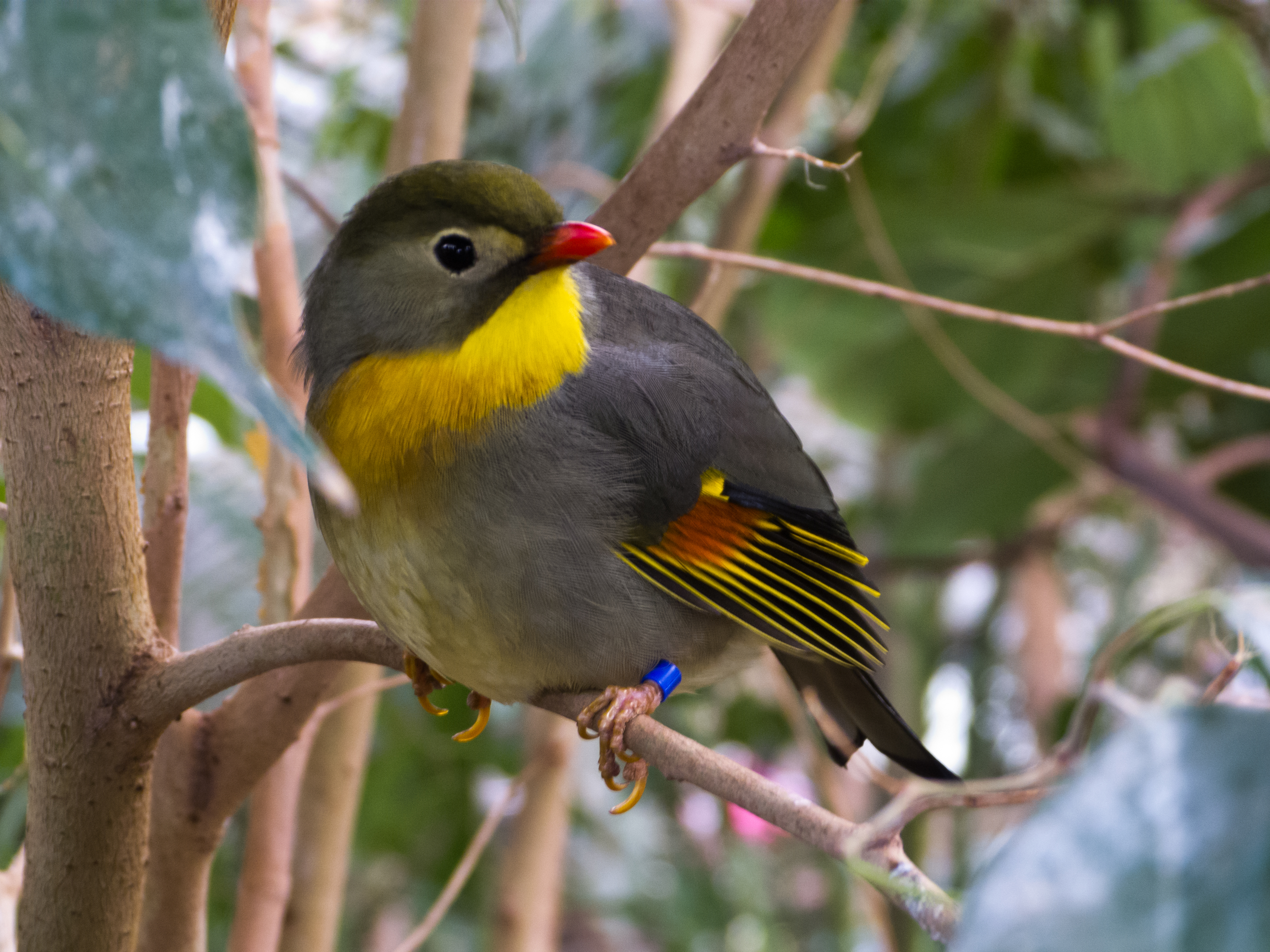
Самець жовтогорлої мезії (Честерський зоопарк)

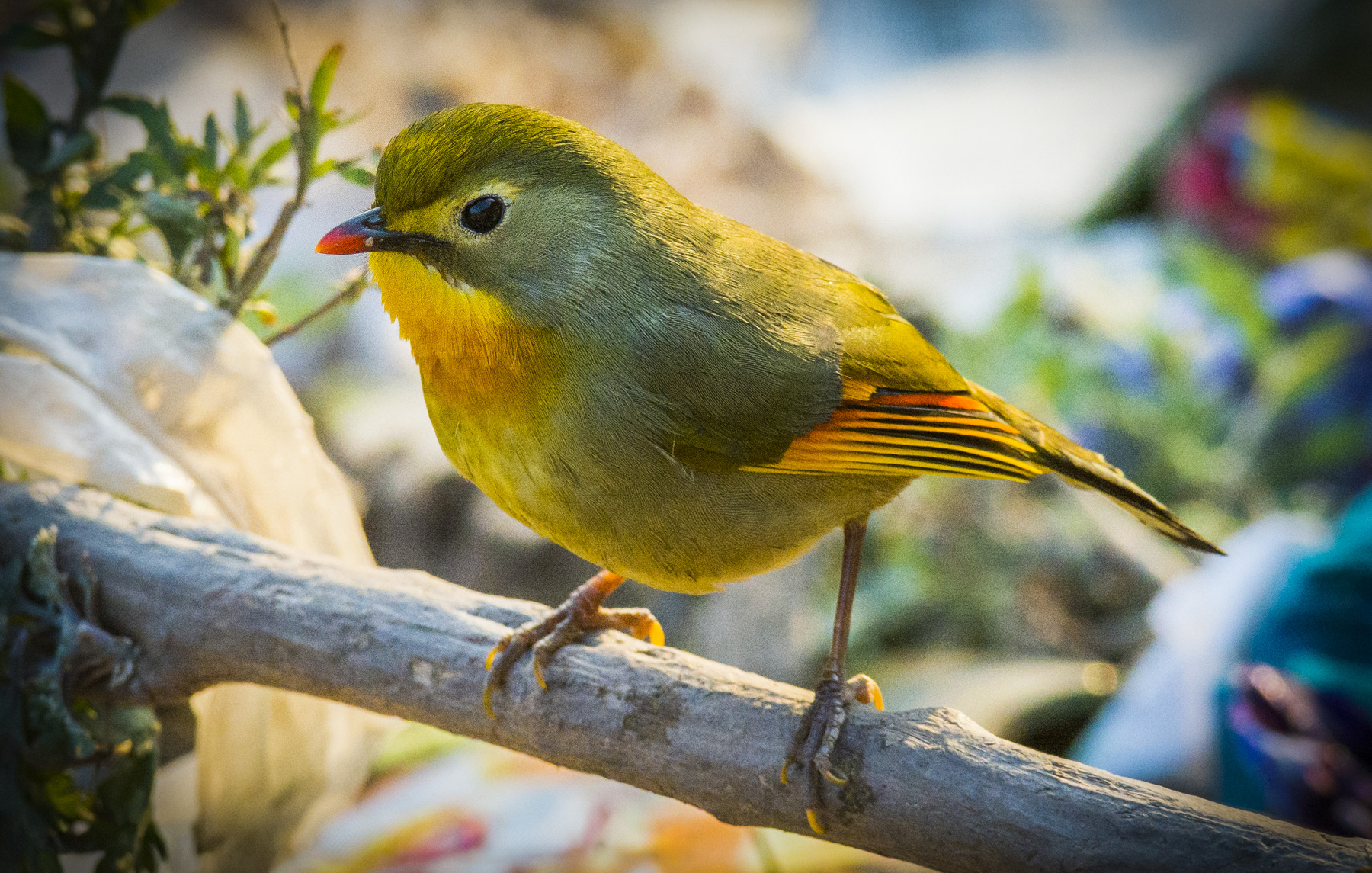
Жовтогорла мезія

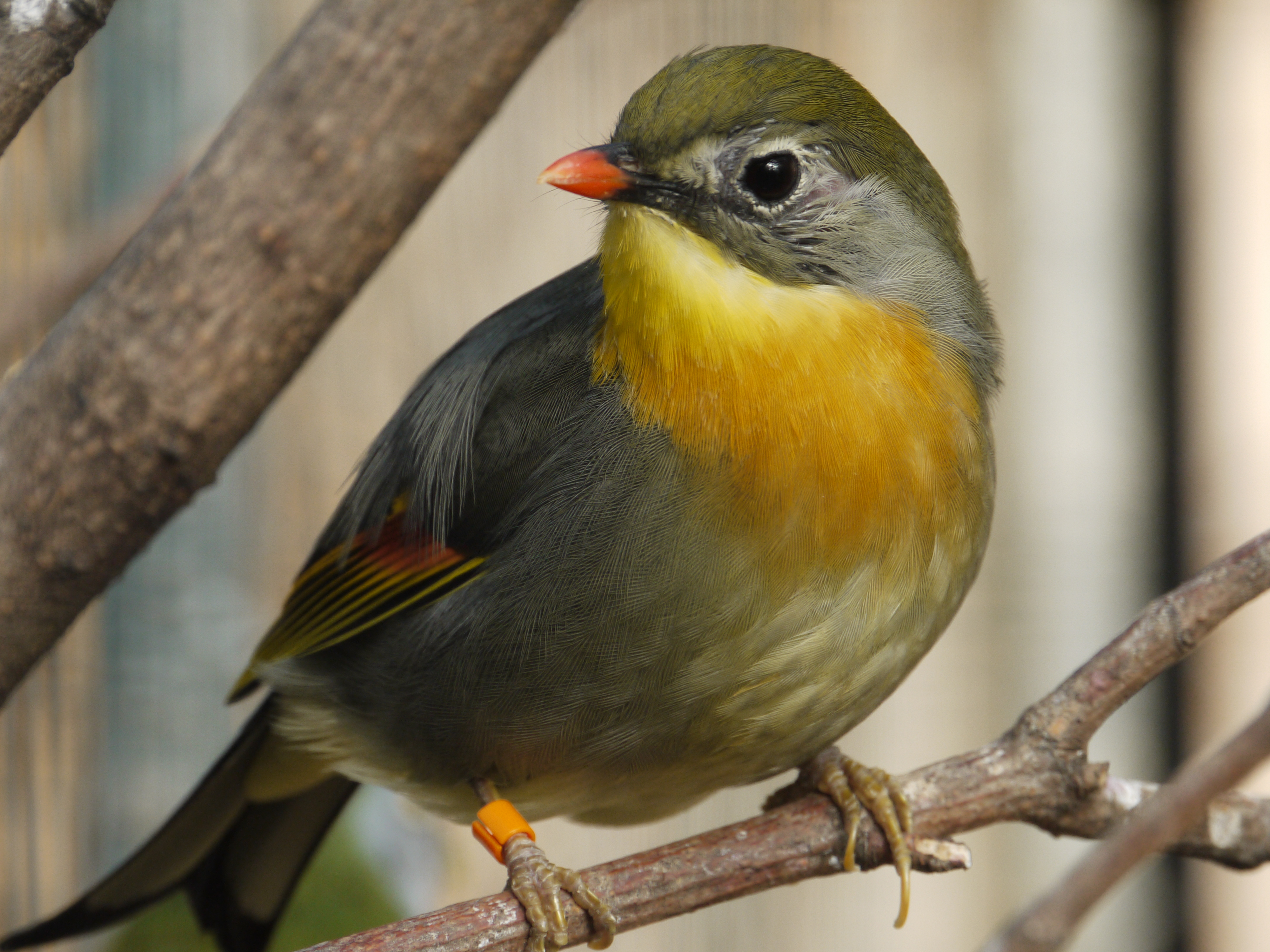
Жовтогорла мезія

Ме́зія жовтогорла (Leiothrix lutea) — вид горобцеподібних птахів родини Leiothrichidae. Мешкає в Гімалаях, Південному Китаю і Південно-Східній Азії. Цей вид часто утримується в неволі і був інтродукований в різних частинах світу.

## Опис
Довжина птаха становить 14–15 см, вага 18–28 г. Забарвлення переважно оливково-зелене. Горло жовте, груди оранжеві. Навколо очей тьмяно-жовте кільця, від них до дзьоба ідуть смуги. Края крил яскраві, їх колір може бути жовтим, червоним, оранжевим і чорним. Хвіст виїмчастий, оливково-коричневий, на кінці чорний. Щоки і бічні сторони шиї сизуваті. Очі карі або червоні, дзьоб червоний, біля основий чорний, лапи зеленувато-жовті або світло-коричневі. Самиці помітно блідіші, ніж самці, червоний колір у забарвленні їх крил відсутній. Жовтогорлим мезіям притаманний гучний, мелодійний спів. Вони рідко літають і ведуть прихований спосіб життя.

## Підвиди
Виділяють п'ять підвидів:
- L. l. kumaiensis Whistler, 1943 — Гімалаї (від Кашміру до Уттаракханду);
- L. l. calipyga (Hodgson, 1837) — від Непалу до північно-західної М'янми і південно-східного Тибету;
- L. l. yunnanensis Rothschild, 1921 — північно-східна М'янма, західний і південно-західний Юньнань;
- L. l. kwangtungensis Stresemann, 1923 — південно-східний Китай і північний В'єтнам;
- L. l. lutea (Scopoli, 1786) — центральний і східний Китай.

## Поширення і екологія
Жовтогорлі мезії мешкають в Пакистані, Індії, Непалі, Бутані, Китаї, М'янмі і В'єтнамі. Вони живуть в підліску вічнозелених, змішаних і хвойних лісів, в чагарникових і бамбукових заростях, на полях і плантаціях. В Японії вони віддають перевагу ялицевим і тсуґовим лісам з густим бамбуковим підліском. Зустрічаються на висоті від 900 до 2400 м над рівнем моря. Жовтогорлі мезії є переважно осілими, однак деякі гімалайські популяції взимку мігрують в долини.
Перші жовтогорлі мезії були завезені до Європи, а саме до Лондонського зоопарку, у 1866 році. Пізніше вони були інтродуковані у Великій Британії, однак не прижилися. Так само не вдалось інтродукувати жовтогорлих мезій і у Західній Австралії. На Гаваї вид був завезений у 1918 році і успішно там прижився, заселивши більшість островів архіпелагу, за винятком Ланаї. На Оаху популяція жовтогорлих мезій скоротилася у 1960-х роках, а на Кауаї вид був знищений, однак на Оаху популяція жовтогорлих мезій відновилася і продовжує зростати. В Японію вид був завезений в 1980-х роках. Він заселив центр і південний захід країни. Також жовтогорлі мезії були інтродуковані на острові Реюньйон та у Європі — у Франції, Іспанії та Італії.

## Поведінка
Жовтогорлі мезії зустрічаються групами від 10 до 30 птахів у негніздовий період, однак під час сезону розмноження птахи об'єднуються в пари і демонструють територіальну поведінку. Вони живляться різноманітними плодами, а також комахами та іншими безхребетними. Сезон розмноження триває з квітня по вересень. Гніздо чашоподібне, розміщується в густій рослинності. В кладці 2-4 яйця.